# Adriaan de Lelie
Adriaan de Lelie (Tilburg, 19 mei 1755 – Amsterdam, 30 november 1820) was een Nederlandse schilder.

## Leven en werk
De Lelie werd geboren in een katholieke familie die actief was in de Tilburgse textielindustrie, als een zoon van kaardenmaker Arnoldus de Lelie (1714-1766) en Helena Hoecken (1724-1804). Hij was meer geïnteresseerd in schilderen en trok met zijn stadsgenoot Cornelis van Spaendonck naar Antwerpen, waar hij bij een behangselschilder werkte en les volgde bij Bernardus de Quertenmont. 
Hij woonde enige tijd in Düsseldorf en kopieerde daar werk van Peter Paul Rubens en Antoon van Dyck. In Düsseldorf ontmoette hij de arts Petrus Camper. Deze raadde hem aan om zich in Amsterdam als portretschilder te vestigen. De Lelie volgde dit advies op en kwam in 1783 naar Amsterdam. Vier jaar later werd hij lid van Felix Meritis. Hij was een graag gezien portretschilder.
In 2020 dook een onbekend werk van de schilder op in het programma Tussen Kunst & Kitsch. Het werd door expert Willem Jan Hoogsteder toegeschreven aan De Lelie en getaxeerd op €100.000.

## Enkele werken

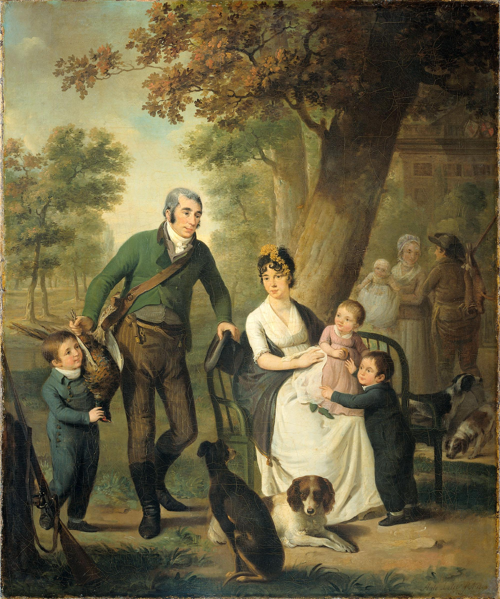
Gezin Van Brienen van Ramerus
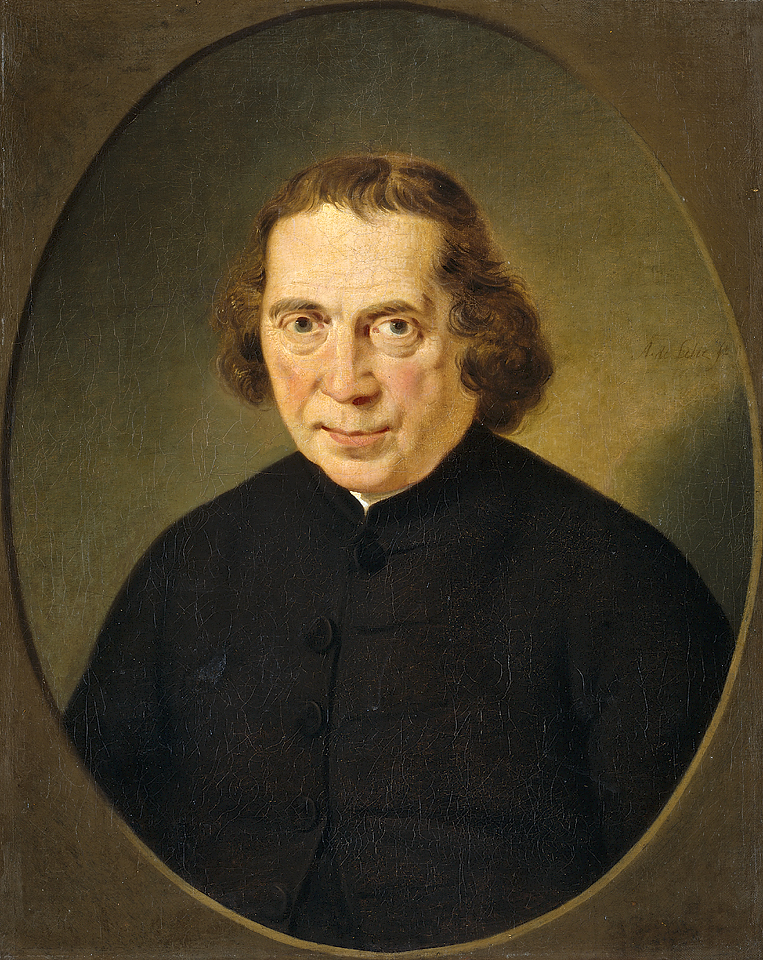
Jan Nieuwenhuyzen
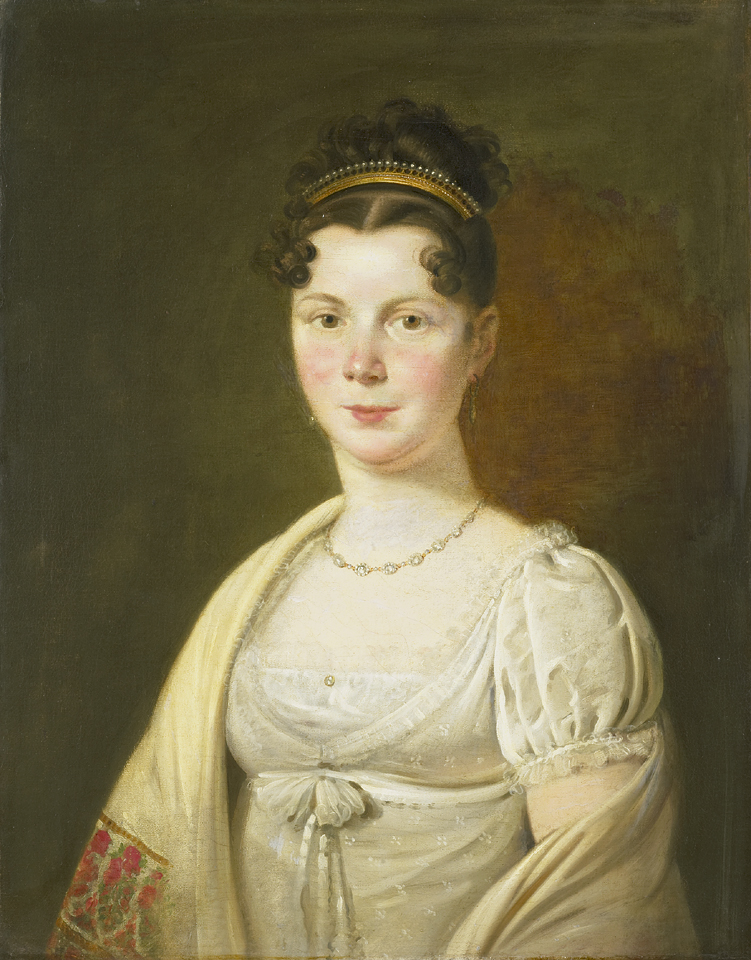
Wilhelmina Maria Haack
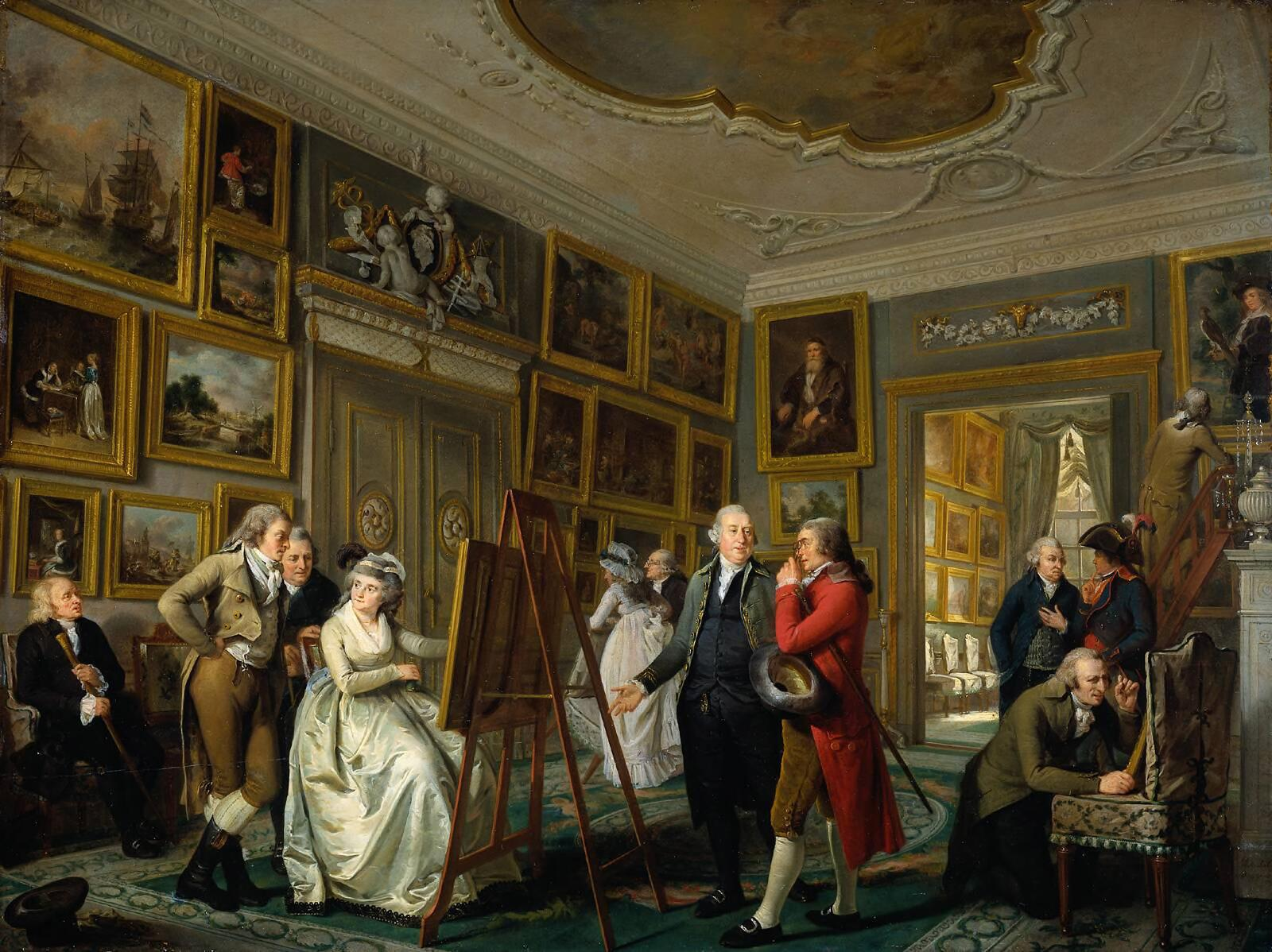
De kunstgalerij van Jan Gildemeester Jansz., 1794-1795
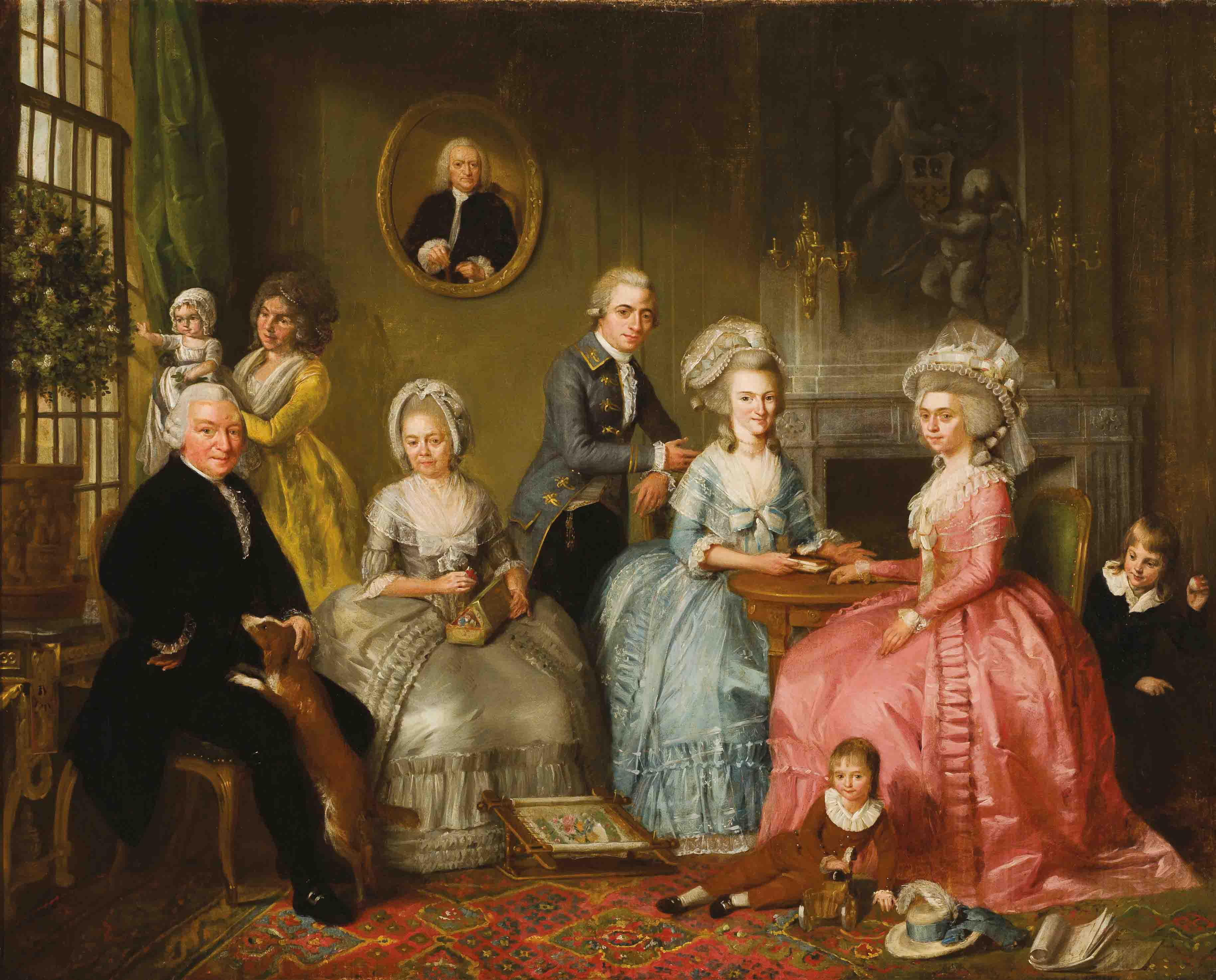
De familie van Jan van Loon (1786)
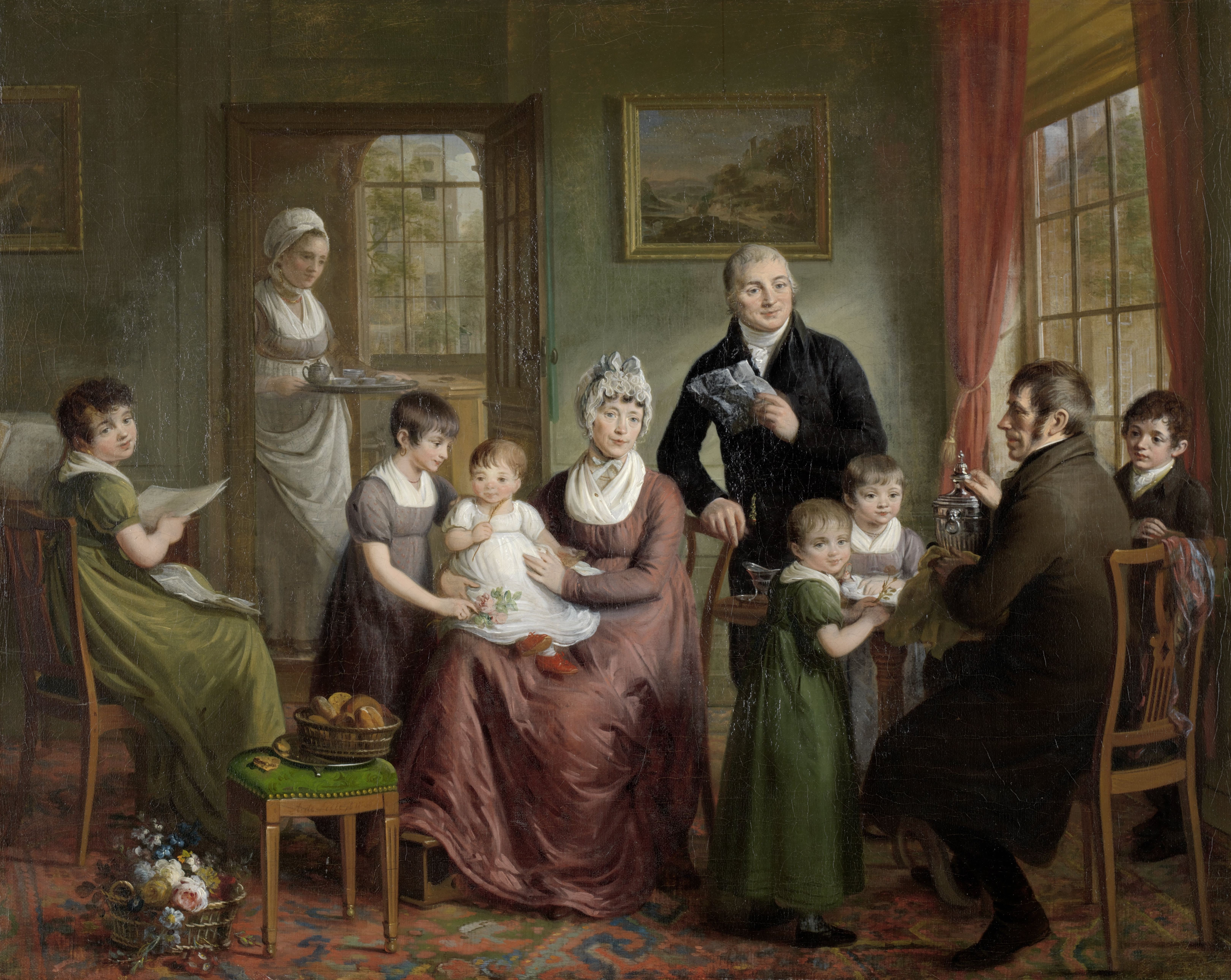
De familie van Adrianus Bonebakker met Dirk L. Bennewitz, 1809

## Werk in openbare collecties (selectie)
- Noordbrabants Museum, 's-Hertogenbosch
- Rijksmuseum Amsterdam, Amsterdam
- Stadsmuseum Tilburg, Tilburg